# Vähä-Vietonen
Vähä-Vietonen är en del av sjön Iso-Vietonen i Finland, och förenad med denna genom ett sund. Den ligger i landskapet Lappland, i den norra delen av landet, 700 km norr om huvudstaden Helsingfors. 